# Waga samochodowa
Waga samochodowa – waga dostosowana do pomiaru masy pojazdów lub nacisku kół na jezdnię. Wagi są zwykle montowane na stałe w miejscach, w których konieczne jest częste ważenie samochodów. W szczególności wagi wykorzystuje się do ważenia pojazdów ciężarowych w celu pobrania opłat, określenia masy załadunku czy kontroli bezpieczeństwa dróg. 

## Typy wag
Ze względu na:

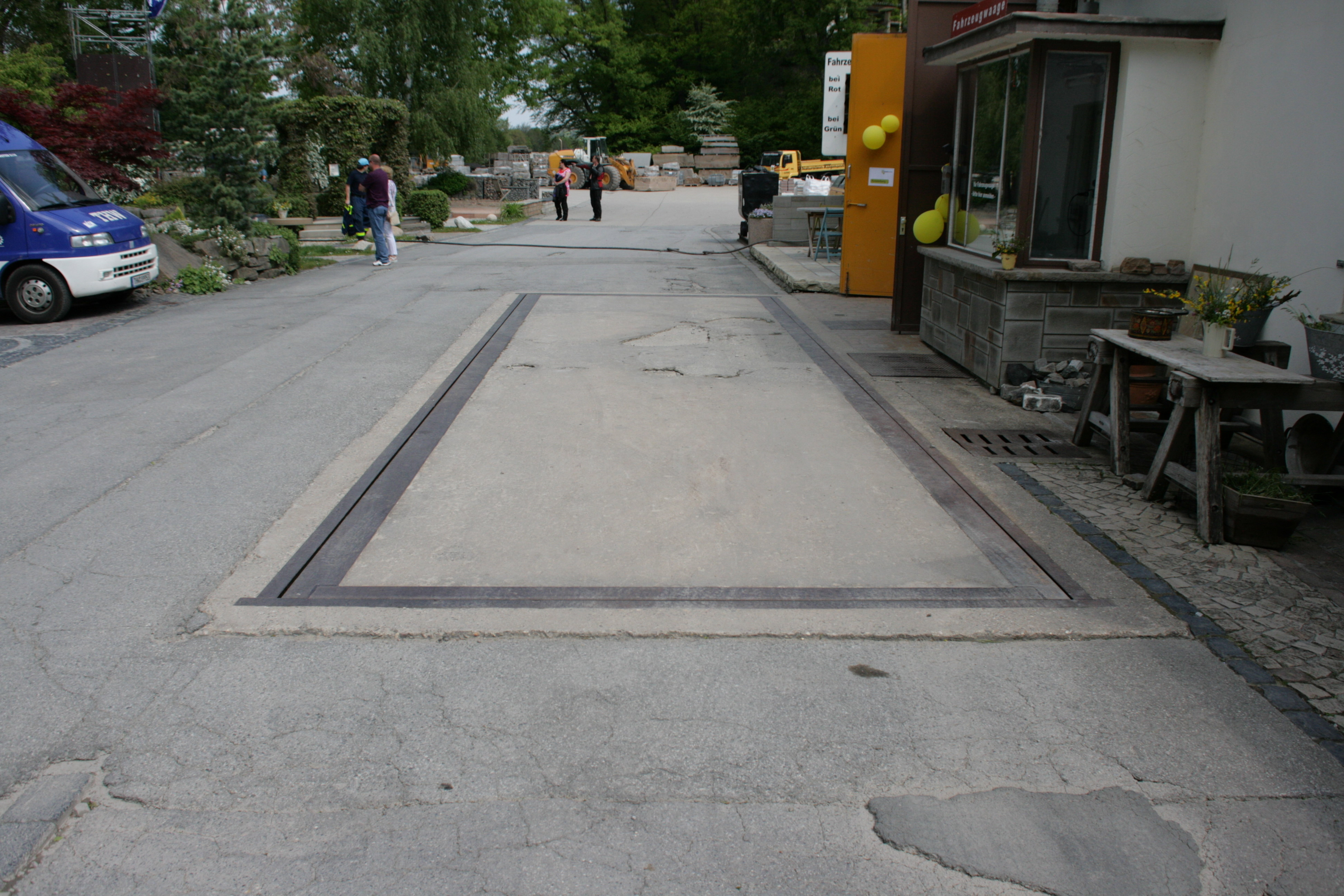
Stacjonarna waga samochodowa w Niemczech

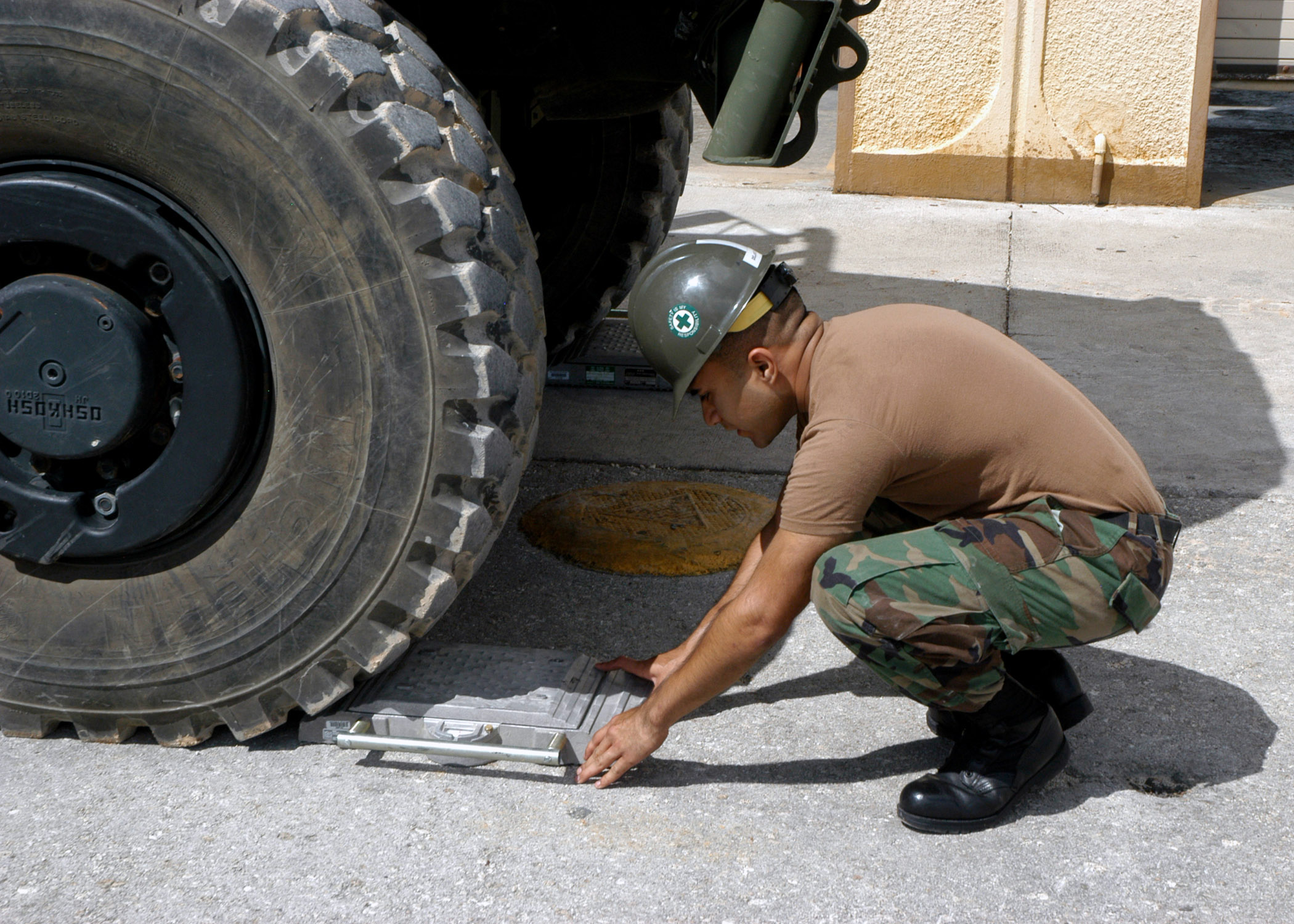
Waga przenośna do kontroli nacisku osi pojazdu na jezdnię

- rodzaj pomiaru: elektroniczne, mechaniczne, elektroniczno-mechaniczne
- mobilność: stacjonarne, przenośne
- budowę: najazdowe, zagłębione
- nawierzchnię: betonowa, stalowa, stalowo-betonowa
- zakres ważenia: pełnowymiarowe, osiowe, torowe

Wagi są wykonywane w wymiarach w zależności od rodzaju ważonego pojazdu:
- do 15 t dla samochodów osobowych o wymiarach do 6 × 2,5 m
- do 40-60 t dla samochodów ciężarowych o wymiarach od 10 × 3 do 24 × 3 m
- do ważenia pojazdów długich i dwuczęściowych.

## Działanie wagi w systemie wagowym
Wagi pełnowymiarowe są wyposażone w pełnowymiarowe platformy nośne, na których mieszczą się całe ważone pojazdy. Wagi osiowe ważą tylko jedną oś lub zespół osi. Wagi pomiarowe do samochodów ciężarowych mogą wyposażone w platformy dzielone składające się z pary platform. Wagi mechaniczne wymagają stabilnego podłoża pod urządzania, ich platformy instalowane na specjalnym stabilnym fundamencie, wymaganie to jest mniej krytyczne dla wag z elektronicznym pomiarem nacisku. Platformy wag nie wymagające stabilnego fundamentu mogą być posadowione na dowolnej podstawie umożliwiającej przeniesienie nacisku na podłoże.